# Raión de Yampil
Yampil (en ucraniano: Ямпільський район) es un raión o distrito de Ucrania en el óblast de Sumy. 
Comprende una superficie de 943 km².
La capital es la ciudad de Yampil.

## Demografía
Según estimación 2010 contaba con una población total de 25936 habitantes.

## Otros datos
El código KOATUU es 5925600000. El código postal 41200 y el prefijo telefónico +380 5456.